# Beskæftigelsesudvalget
Beskæftigelsesudvalget (tidl. Arbejdsmarkedsudvalget) er et af de 27 stående udvalg i Folketinget. 
Beskæftigelsesudvalget behandler lovforslag og beslutningsforslag vedrørende beskæftigelsespolitik og arbejdsmarkedsforhold generelt. Arbejdsmarkedets parter, herunder LO og Dansk Arbejdsgiverforening, er blandt de organisationer, der ofte bliver hørt og får foretræde for udvalget. Indtil 15. september 2011 blev opgaver inden for dette område behandlet i Arbejdsmarkedsudvalget. Emner, der vedrører udvalget, inkluderer arbejdsløshedsforsikring, aktiv beskæftigelsesindsats, fleksjob, ressourceforløb og arbejdsmiljø. Beskæftigelsesministeriet er udvalgets fagministerium.

## Medlemmer
Liste over formænd for udvalget (ufuldstændig)
| Periode                      | Navn             | Parti             |
| ---------------------------- | ---------------- | ----------------- |
| 9. juni 2019 - 23. juni 2020 | Kasper Sand Kjær | Socialdemokratiet |
| 24. juni 2020 - nu           | Bjarne Laustsen  | Socialdemokratiet |